# Cito (motorfiets)
Cito is een historisch merk van motorfietsen.
De bedrijfsnaam was: Cito-Werke AG, Suhl in Thüringen, later Cito-Fahrradwerke AG en Cito-Werke AG, Köln-Klettenberg.
In 1904 bouwde Cito al Fafnir-een- en tweecilinders in. Daarna volgde een onderbreking in de motorfietsenproductie, waarna in 1922 een 503cc-eencilindermachine met asaandrijving en een KG-motor werd gebouwd. In 1923 volgde een 346cc-tweetakt, waarna de firma werd overgenomen door Allright in Keulen.
Daar werden tot 1927 naast Allright-modellen met JAP-motoren ook de tot 498 cc teruggebrachte KG-blokken gebruikt. Deze machine werd van 1927 tot 1932 door Henkel in Mabendorf in licentie gebouwd.